# Radulphius latus
Radulphius latus là một loài nhện trong họ Miturgidae.
Loài này thuộc chi Radulphius. Radulphius latus được miêu tả năm 1995 bởi Bonaldo & Buckup.